# Os Sonhos de Deus
Os Sonhos de Deus é o primeiro álbum ao vivo da cantora brasileira Ludmila Ferber, lançado em 2001 pela gravadora Kairós Music. É o primeiro trabalho da série Adoração Profética, onde se destaca a canção título, dentre outras que deu notoriedade nacional à Ludmila.
O álbum foi eleito o 86º melhor disco da década de 2000, de acordo com lista publicada pelo Super Gospel.

## Faixas
1. "Quando os adoradores se encontram"
2. "O exército de Deus"
3. "Nosso escudo"
4. "Eu e minha casa"
5. "Palácio para Deus"
6. "Os sonhos de Deus"
7. "Ouça e tome posse"
8. "Faz chover"
9. "O perdão"
10. "Deus está nos chamando"
11. "Eu dependo de Deus"
12. "Tuas fontes"
13. "Tua presença"
14. "Jardim secreto"